# Varicorbula gibba
Espèce
Synonymes
- Tellina olimpica O. G. Costa, 1830[2]

Varicorbula gibba est une espèce de mollusques bivalves de la famille des Corbulidae.

## Systématique
L'espèce Varicorbula gibba a été initialement décrite en 1792 par le zoologiste italien Giuseppe Olivi (1769-1795) sous le protonyme de Tellina gibba.

## Répartition
Varicorbula gibba est une espèce marine ou d'eau saumâtre qui se rencontre en Europe dans l'Atlantique nord-est et en Méditerranée. Elle a été introduite en Australie. Elle est présente du niveau de la mer jusqu'à une profondeur maximale de 25 m.

## Description
La coquille de Varicorbula gibba peut mesurer jusqu'à 11 mm.
Valve droite et gauche du même spécimen:

Valve droite
Valve gauche

## Publication originale
- (it) Giuseppe Olivi, Zoologia adriatica : ossia catalogo ragionato degli animali del Golfo e delle Lagune di Venezia : preceduto da una dissertazione sull storia fisica e naturale del Golfo : e accompagnato da memorie, ed osservazioni di fisica storia naturale ed economia, 1792, 334 p. (lire en ligne).